# Hermann Traugott Fritzsche junior

Hermann Traugott Fritzsche jun.

Hermann Traugott Fritzsche (* 15. November 1843 in Leipzig; † 24. Juli 1906 in Marienbad) war ein deutscher Kaufmann und Inhaber der Firma Schimmel & Co.

## Leben
Hermann Traugott Fritzsche war der älteste Sohn seines gleichnamigen Vaters Hermann Traugott Fritzsche und dessen Ehefrau Henriette Luise, geborene Magnus (1820–1897). Nach mehrjährigen Auslandsaufenthalten in Frankreich, England, Italien und Amerika, während der er die Anforderungen des internationalen Geschäftsverkehrs genauestens kennengelernt und wichtige internationale Handelsbeziehungen geknüpft hatte, trat er am 1. Oktober 1868 als Teilhaber in die väterliche Firma ein. Er war maßgeblich an der Errichtung des ersten industriellen Versuchslabors zur Herstellung und Entwicklung natürlicher und künstlicher Riech- und Aromastoffe beteiligt, durch das die Firma Schimmel & Co. zum Weltmarktführer in diesem Wirtschaftszweig aufstieg.
Nachdem der Vater 1883 aus der Firmenleitung ausgeschieden war, wurde Hermann Traugott Fritzsche alleiniger Inhaber. Unter seiner Leitung ging der Ausbau des Unternehmens zügig voran. 1901 verlegte er den Firmensitz nach Miltitz und begann mit der industriellen Großproduktion von ätherischen Ölen, natürlichen und künstlichen Riech- und Aromastoffen, Parfümölen, Parfümgrundlagen, Essenzen, Extrakten und Aromen. Zugleich gründete er zahlreiche Niederlassungen seiner Firma in Europa. Dabei legte er, gemäß seinem Wahlspruch: Vom Besten nur das Beste, größten Wert auf die Qualität seiner Produkte. Fritzsche zählt zu den Begründern der Industrie ätherischer Öle in Deutschland und der Welt.
Aufgrund seiner Verdienste um die deutsche Wirtschaft wurden ihm zahlreiche Ehrungen zuteil, unter anderem die Ernennung zum Geheimen Kommerzienrat.
Hermann Traugott Fritzsche war seit 1866 in erster Ehe mit Josefine Henriette Elisabeth Brucker (1847–1872), einer Tochter des Frankfurter Kaufmanns Johann August Brucker, und ab 1874 in zweiter Ehe mit deren jüngerer Schwester Anna Dorothea Luise (1854–1903) verheiratet. Sein ältester Sohn, Hermann Traugott, verstarb am 23. Dezember 1877 im Alter von 8 Jahren. Sein zweitältester Sohn Karl August Fritzsche leitete ab 1916 die Firma. Die Söhne aus zweiter Ehe, Eugen Heinrich (1877–1899) und Otto Hermann Fritzsche, verstarben in jungen Jahren.
Hermann Traugott Fritzsche jun. verschied überraschend während einer Kur in Marienbad. Er wurde in der Familiengruft auf dem Neuen Johannisfriedhof in Leipzig begraben. Der Nachfolger in der Firmenleitung war sein Bruder Ernst Traugott Fritzsche.